# Orde van het Zuiderkruis

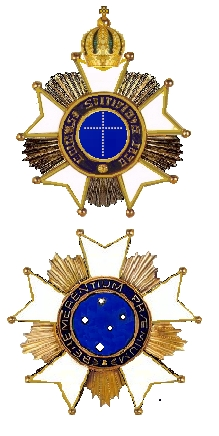
De sterren van de Keizerlijke Orde van het Zuiderkruis en de Nationale Orde van het Zuiderkruis

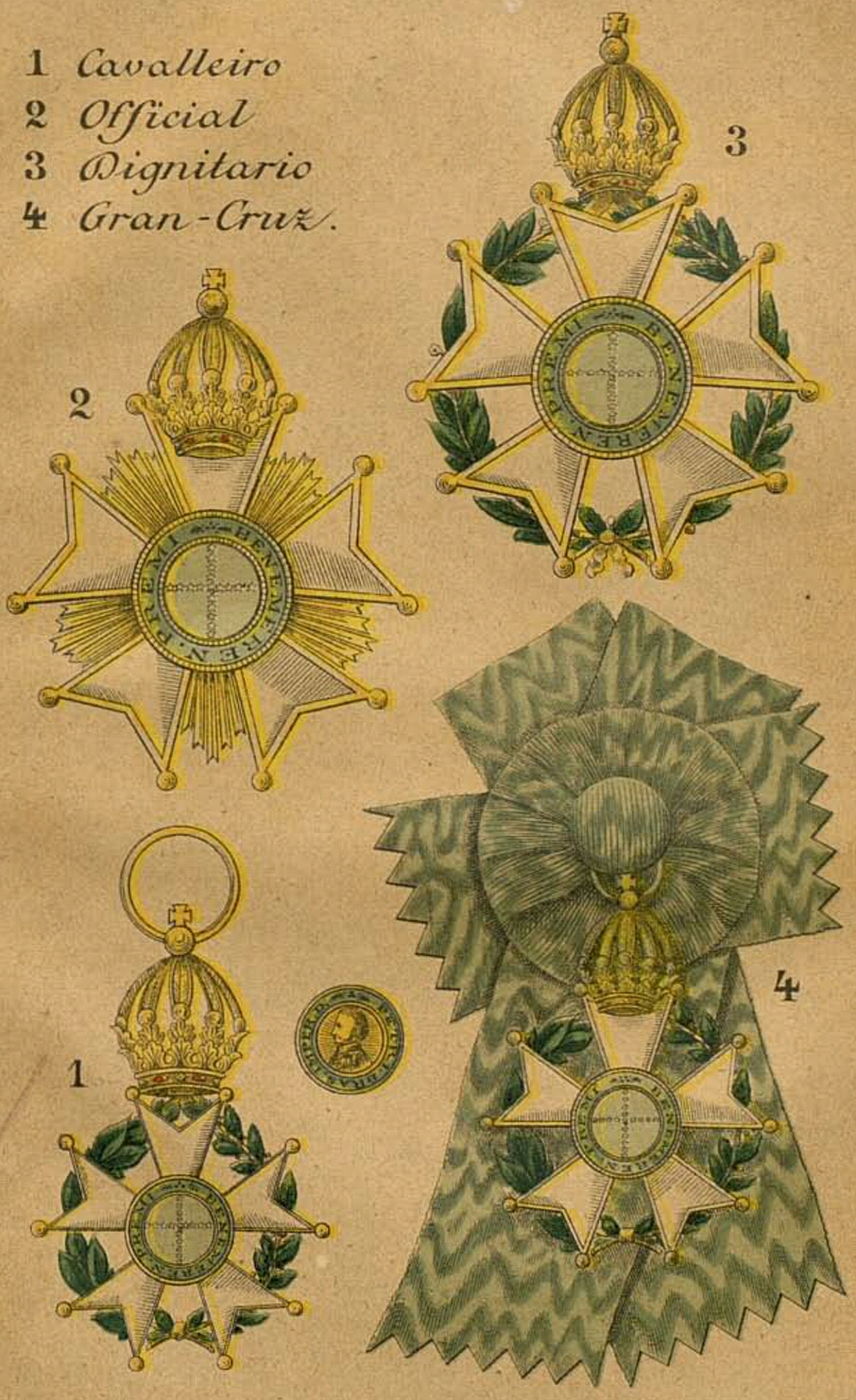
Versierselen ten tijde van het keizerrijk

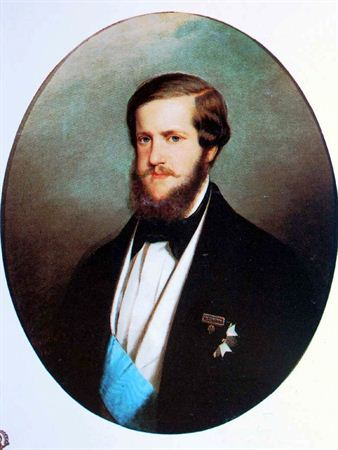
Pedro II met de Keizerlijke Orde van het Zuiderkruis

Keizerlijk wapen met de Orde van het Zuiderkruis

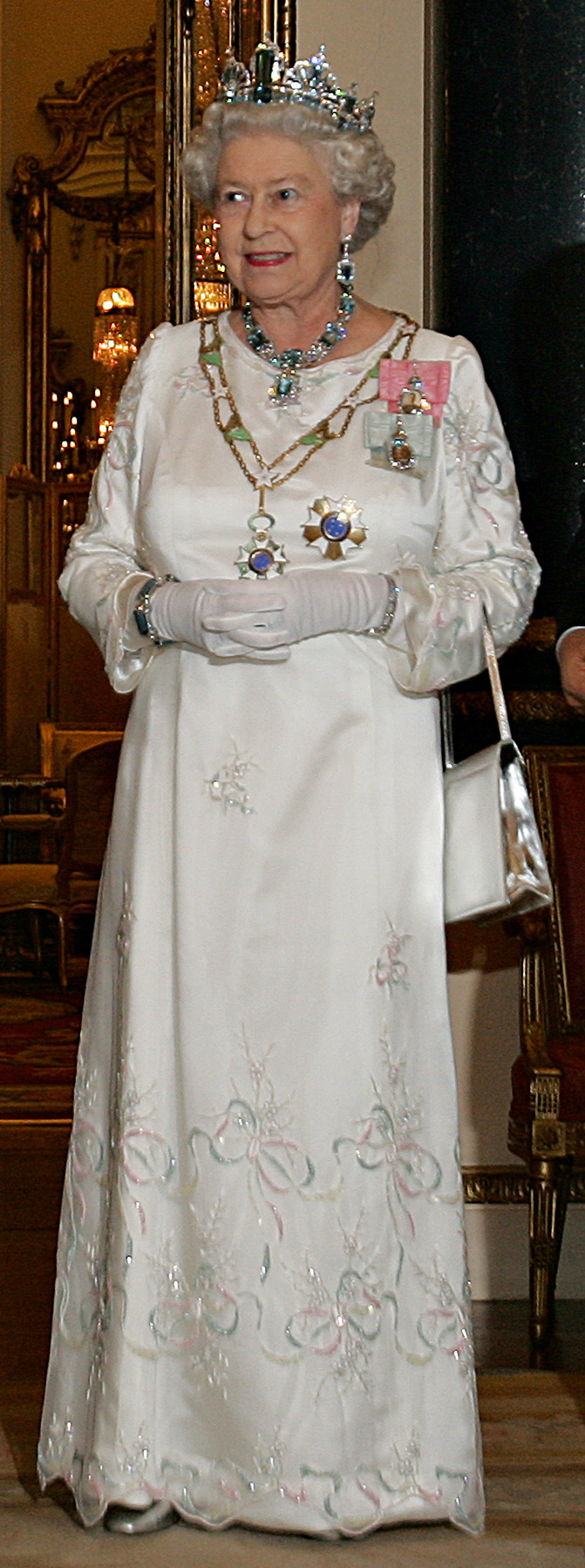
Elizabeth II draagt de keten en de ster van de Orde van het Zuiderkruis

De Nationale Orde van het Zuiderkruis (Portugees: "Ordem Nacional do Cruzeiro do Sul") is een Braziliaanse ridderorde die op 1 december 1822 door Keizer  Pedro I werd gesticht als "Keizerlijke Orde van het Zuiderkruis" (Portugees: "Imperial Ordem do Cruzeiro"). De orde, vaak kortweg de Cruzeiro genoemd, werd in 1890 na de val van de Braziliaanse monarchie afgeschaft. Op 5 december 1932 heeft President Vargas opnieuw een Orde van het Zuiderkruis ingesteld als Braziliës hoogste civiele onderscheiding.
Het grote verschil tussen de keizerlijke en de moderne republikeinse is dat de oude keizerlijke orde een kruis van 19 sterren droeg en dat deze geen gelijkenis met de constellatie van sterren die zo kenmerkend is voor de Zuidelijke sterrehemel vertoonde. Het centrale medaillon van de huidige Orde geeft heel precies de sterren in hun juiste ogenschijnlijke positie weer. De beide orden hebben verder hun vorm en kleur van het lint gemeen. De hoge Braziliaanse keizerskroon is bij de stichting in 1932 weggelaten en vervangen door een lauwerkrans.
Naast het Grootkruis van de Orde, kan ook de Ordeketen (Grande Colar) als hoogste onderscheiding worden toegekend. De keten werd op 17 juli 1939 ingesteld.

## Geschiedenis van de orde
Bij haar oprichting kreeg de orde, die indertijd het predicaat "Keizerlijke Orde" droeg, vier klassen met
- Acht werkelijke en vier Eregrootkruisen,
- Vijftien werkelijke en dertig Eredignitarissen (Grootofficieren),
- Tweehonderd werkelijke en honderdvijftig Ereofficieren,
- Een onbepaald aantal Ridders.

Men kon pas na 20 jaar in overheidsdienst en drie, vier en vijf jaar een bepaalde graad in de Orde bezeten te hebben worden bevorderd waarbij oorlogsjaren dubbel telden. De Grootkruisen mochten zich "excellentie" laten noemen en de Eredignitarissen waren "Senhor".
Tijdens de Braziliaans-Paraguayaanse oorlog van 1865-1870 waarin Brazilië, Argentinië, Uruguay en Paraguay partij waren, werd de Orde veel verleend.In 1890 werd de Keizerlijke Orde afgeschaft.
Na de Tweede Wereldoorlog werd de hernieuwde of nieuwe Orde onder andere aan generaal Eisenhower, Prins Bernhard en Koningin Juliana toegekend. Bezoekende staatshoofden en gastheren tijdens staatsbezoeken krijgen deze onderscheiding als teken van vriendschap en waardering.
Diplomaten krijgen de orde na een accreditatie in Brazilië toegekend wanneer hun land op basis van wederkerigheid Braziliaanse diplomaten decoreert.

## De graden en versierselen van de moderne Orde
De orde kent de bij moderne orden van verdienste gebruikelijke vijf graden. Daarnaast is er een Bijzondere Klasse in de vorm van een door staatshoofden gedragen keten. De drager van de keten draagt ook een ster van de orde.
- Grootkruis (Grã-Cruz)
- Grootofficier (Grande Oficial)
- Commandeur (Comendador)
- Officier (Oficial)
- Ridder (Cavaleiro)

Het kleinood van de orde is een gouden ster met vijf wit geëmailleerde armen en tien punten. Op de tien punten zijn kleine gouden kogeltjes aangebracht. In het centrale medaillon is het Zuiderkruis afgebeeld met behulp van gouden sterren. Het kruis is op een groen geëmailleerde krans gelegd die tussen de armen zichtbaar is. De Braziliaanse keizerskroon kwam bij de herinvoering van de Orde van het Zuiderkruis in 1932 te vervallen.
De versierselen uit de keizerstijd droegen het portret van de keizer als gouden medaillon. Op de blauw geëmailleerde ring daaromheen stond in gouden letters "Petrus, Brasiliae Imperator" Op de keerzijde stond het als een kruis van tien sterren gestileerde Zuiderkruis afgebeeld op een blauw geëmailleerd medaillon. Daar stond op de donkerder blauw geëmailleerde ring in gouden letters het motto van de orde "Praemium bene Merentium".
Bij moderne versierselen is op de voorzijde voorzien van een blauw medaillon met een afbeelding van de vijf sterren van de constellatie en op de donkerder blauw geëmailleerde ring in gouden letters het motto van de orde "Praemium bene Merentium". De keerzijde draagt een gouden medaillon met een afbeelding van een vrouw met een Frygische muts die de republiek symboliseert. Op de donkernlauwe ring staat "REPUBLICA dos ESTADOS UNIDOS do BRASIL". Als verhoging wordt bij alle versierselen een krans aangebracht die het kruis met het lint verbindt. Deze krans lijkt op de Europese lauwerkransen maar bestaat uit de voor Brazilië toepasselijke bladeren en vruchten van de tabaksplant en de koffiestruik.
Het versiersel lijkt sterk op dat van het Franse Legioen van Eer.
Op een uniform worden kleine batons, lintjes in de kleur van het ordelint, met daarop een rozet of een rozet op een stukje gallon gedragen.

## De keten

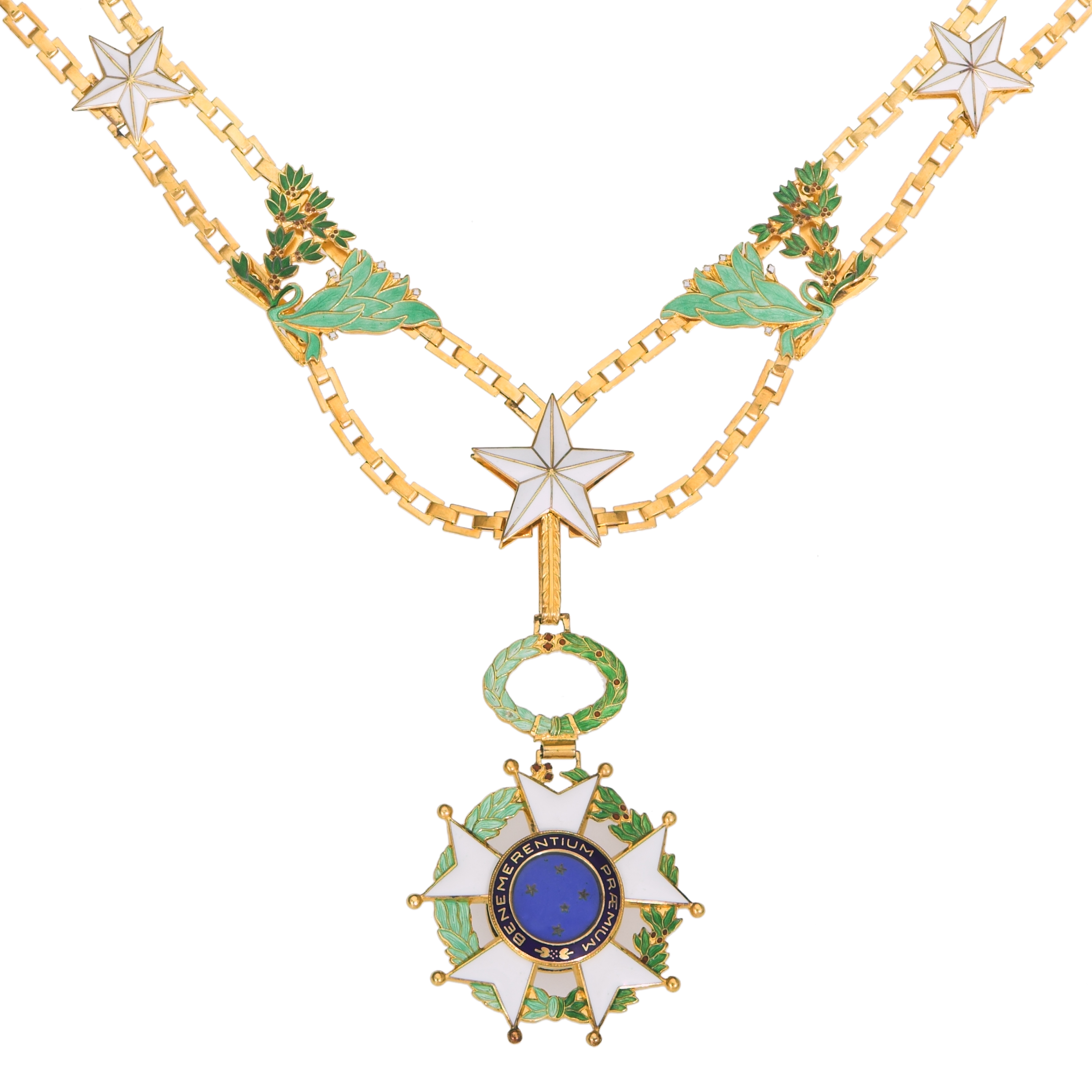
De keten

De keten van de orde gestaat uit wit geëmailleerde vijfpuntige sterren en medaillons in de vorm van donkergroene lauwertakken met rode bessen en lichtblauwgroene takken die met kleine vierkante gouden schakels aan elkaar verbonden zijn.
De keten eindigt in een witte ster. Het kruis van de Orde van het Zuiderkruis is met een verhoging in de vorm van een lauwerkrans aan de keten gehangen.